# Taenianotus triacanthus
Taenianotus triacanthus, in het Nederlands ook wel schommelvis genoemd, is een straalvinnige vissensoort uit de familie van schorpioenvissen (Scorpaenidae). De wetenschappelijke naam van de soort is voor het eerst geldig gepubliceerd in 1802 door Lacepède.